# Mont-Noble
Mont-Noble ist eine Fusionsgemeinde im Kanton Wallis in der Schweiz. Sie entstand am 1. Januar 2011 und besteht aus den vormaligen Gemeinden Vernamiège, Nax und Mase.
In der Volksabstimmung vom 24. Februar 2008 scheiterte die geplante Fusion der drei Gemeinden Vernamiège, Nax und Mase nur sehr knapp. Nax und Mase sagten Ja, Vernamiège lehnte das Vorhaben jedoch mit 67 zu 61 Stimmen ab. Am 7. September 2008 fand eine weitere Volksabstimmung statt, bei der alle drei Gemeinden das Vorhaben annahmen.